# Darina Křivánková
Darina Křivánková (* 1970) je česká novinářka, autorka knih a podnikatelka v oboru gastronomie.

## Kariéra
Darina Křivánková vystudovala filmovou vědu na Filosofické fakultě UK a na začátku kariéry působila v řadě tištěných médií. Jako filmová kritička pracovala pro časopis Reflex a Lidové noviny, později se zaměřovala na gastronomii a osm let psala sloupky například pro časopisy Gurmet nebo F.O.O.D. V obou působila také jako šéfredaktorka a zároveň se od roku 2011 v Kmětiněvsi věnovala vlastní bytové restauraci Na Faře. Tímto společenským trendem se v Česku začala zabývat jako jedna z prvních. Sama pak uvedla, že po pěti letech příprav večeří pro malou společnost již existovala nabídka řady gastronomických zařízení, pro něž byla kvalita surovin a připravených pokrmů také prioritou, a považovala další aktivitu v tomto směru za neopodstatněnou.
V roce 2022 se s přítelem rozhodla využít prostory, které se k pronájmu uvolnily v centru Českého Krumlova, kde otevřeli Bistro Topinka. Podnik v domě čp. 33 v Rooseveltově ulici  uzavřeli 17. listopadu 2024 a předali novým majitelům.
Od konce ledna 2025 publikuje články s recepty z Bistra Topinka na webu Forendors, kde rovněž uvádí, že bude psát také o dalších svých oblíbených tématech, jako je například hudba, film nebo lidé. Aktivní je také na Facebooku a Instagramu.

### Literární dílo
V roce 2018 se podílela na obsahu knihy Gastrokroužek – spojilo nás jídlo, jejímž hlavním autorem je Lukáš Hejlík.
Vlastní knihu Jak si nabít hubu, ve které detailně a s nadhledem líčí svůj život a zaměřuje se na události a zkušenosti z posledních let, vydala roce 2024.

## Osobní život
Darina Křivánková žila v Praze, od roku 2009 bydlela v Kmětiněvsi na faře staré přes 250 let, kde provozovala výše zmíněnou bytovou restauraci, a na dobu, kdy se věnovala svému bistru, přesídlila do Českého Krumlova. V roce 2024 byla rozvedená, žila s přítelem a měla dospělého syna.